# بيل باريت (لاعب كرة قاعدة)
بيل باريت (بالإنجليزية: Bill Barrett) هو لاعب كرة قاعدة أمريكي، ولد في 28 مايو 1900 في كامبريدج في الولايات المتحدة، وتوفي في 26 يناير 1951.